# Takashi Hashiguchi
Takashi Hashiguchi (橋口 たかし Hashiguchi Takashi, Tokio, 2 de junio de 1967) es un autor japonés de manga. En 1987 fue premiado por la revista Young Magazine realizando su debut. Inició su carrera profesional en 1988 con la obra Combat Teacher publicada en la misma revista. Ganó el Premio de Manga Shogakukan en la categoría shounen en el año 2004 por la serie de manga Yakitate!! Japan, su obra más conocida.
La mayoría de sus obras giran en torno a temáticas poco usuales, como la panadería en Yakitate!! Japan, o "deportes" poco habituales, como el yo-yo en Super Yo-Yo (Chousoku Spinner).

## Obras
- Combat Teacher (1988)
- Kinniku Kurabu (1991)
- Chie-Baachan No Chiebukuro (1992)
- Suto Ii Bashuko! Yon-Koma Gag Gaiden (1993)
- Caster Mairu Zo (1995)
- Windmill (1997)
- Super Yo-Yo (Chousoku Spinner) (1997)
- SCISSORS (2000)
- Yakitate!! Japan (2002)